# Eslovàquia Progressista
Eslovàquia Progressista (eslovac: Progresívne Slovensko) és un partit polític social-liberal, progressista i proeuropeu d'Eslovàquia, creat el 2017.

## Història
El partit es va registrar al ministeri d'interior eslovac el 28 de novembre de 2017 després d'obtenir l'aval de 13,500 signatures. El congrés fundacional del partit es va dur a terme el 20 de gener de 2018, en la qual Ivan Štefunko fou elegit president del partit.

## Resultats electorals

### Consell Nacional
| Any                                                                       | Lider          | Vot     | %   | Escons   | Pos. | Govern            |
| ------------------------------------------------------------------------- | -------------- | ------- | --- | -------- | ---- | ----------------- |
| 2020                                                                      | Michal Truban  | 200,780 | 7%  | 0 / 150  | 5è   | Extraparlamentari |
| En coalició amb JUNTS-Democràcia Cívica (SPOLU), sense cap representació. |                |         |     |          |      |                   |
| 2023                                                                      | Michal Šimečka | 533,136 | 18% | 32 / 150 | 2n   | Oposició          |

### Presidencials
| Elecció | Candidat             | 1a volta | 1a volta | 1a volta | 2a volta  | 2a volta | 2a volta |
| Elecció | Candidat             | Vots     | %        | Pos.     | Vots      | %        | Resultat |
| ------- | -------------------- | -------- | -------- | -------- | --------- | -------- | -------- |
| 2019    | Zuzana Čaputová      | 870,415  | 40.57%   | 2a volta | 1,056,582 | 58.40%   | Victòria |
| 2024    | Suport a Ivan Korčok | 958,393  | 42.5%    | 2a volta | 1,243,709 | 46.9%    | Derrota  |

### Parlament Europeu
| Any  | Lider                                                                              | Vots    | %     | Pos. | Escons | +/– | Grup |
| ---- | ---------------------------------------------------------------------------------- | ------- | ----- | ---- | ------ | --- | ---- |
| 2019 | Michal Šimečka                                                                     | 198,255 | 20.1% | 1r   | 2 / 14 |     | RE   |
| 2019 | En coalició amb JUNTS-Democràcia Cívica (SPOLU), que va guanyar 4 escons en total. |         |       |      |        |     |      |
| 2024 | Ľudovít Ódor                                                                       | 410,844 | 27.8% | 1r   | 6 / 15 | 4   | RE   |